# جيرد ويمر
جيرد ويمر (بالألمانية: Gerd Wimmer)‏ (9 يناير 1977 في النمسا - ) هو لاعب كرة قدم نمساوي في مركز الدفاع. شارك مع منتخب النمسا لكرة القدم. أما مع النوادي، فقد لعب مع آينتراخت فرانكفورت وأدميرا فاكر مودلينغ وأوستريا فيينا ورابيد فيينا وروت فايس أوبرهاوزن وشتورم غراتس وهانزا روستوك.

## وصلات خارجية
- جيرد ويمر على موقع قاعدة بيانات كرة القدم.إي يو (الإنجليزية)
- جيرد ويمر على موقع ناشيونال فوتبول تيمز (الإنجليزية)
- جيرد ويمر على موقع عالم كرة القدم.نت (الإنجليزية)